# Жидачівський замок
Жида́чівський за́мок (Старостинський замок) — оборонна споруда (замок), що був побудований на стрімкому мисі (висота 20–25 м) між штучним озером і болотистою долиною річки Стрий. Пагорби, на яких стояв замок, розташовані біля північної околиці міста Жидачева (Львівська область).

## Історія
У княжу добу ХІ–ХІІІ ст. на мисі розташовувалось одне з городищ літописного міста Зудеч (нині Жидачів). Відомо, що Данило Галицький 1257 року захопив і зруйнував одне з городищ Жидачева, зайняте опозиційними до нього боярами.
На кінець XIV ст. дерев'яний замок належав польсько-угорським пануючим династіям. З XV ст. став резиденцією королівських старост Жидачівського повіту Львівської землі Руського воєводства. Староста Жидачева і каштелян Кракова Ян з Чижова 8 січня 1448 року домовився з міщанами Жидачева про їхню участь у будівництві старостинського замку з умовою, що їх більше не залучатимуть до ремонту, відбудови, охорони замку. Замок був захоплений 1648 року козаками, які його зруйнували, знищили міські архіви. Згідно з люстрацією 1661 року дерев'яний замок вже був відновлений. Він занепав впродовж XVIII ст., а намір 1767 року старости Михайла Жевуського відновити замок не був виконаний.
До нашого часу про фортифікації на мисі нагадують лише глибокі рови і назва — Замкова гора.

## Вигляд і дослідження

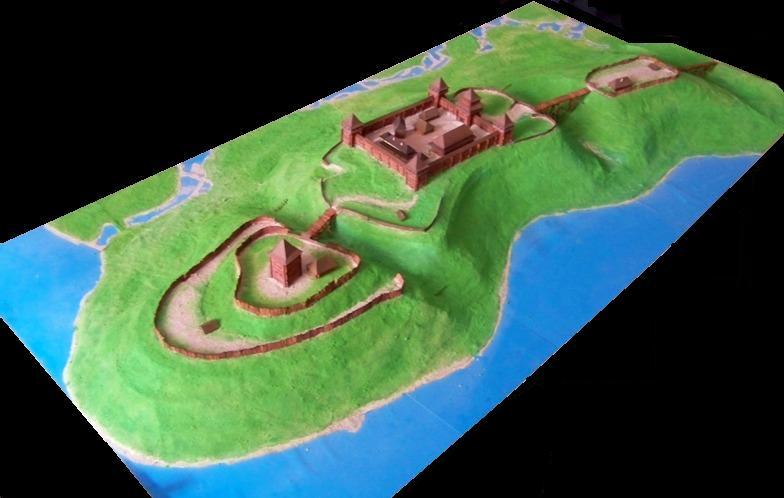
Реконструкція вигляду Жидачівського замку. Автор Качор І.

Старостинський замок розміщувався на центральному пагорбі мису. Прямокутний замок фланкували чотири вежі, а через надбрамну вежу йшов в'їзд на двір, де були резиденція старости, господарські будівлі, каплиця. Зберігся опис замку в люстрації 1661 року. Північний пагорб оточували дві лінії частоколів, імовірно, стояла сторожова вежа. Південний пагорб оточував частокіл. Поміж пагорбами над ровами йшли дерев'яні містки, які розбирали в час ворожої загрози.
Розміри городища, вигляд фортифікацій достовірно не визначені через брак масштабних археологічних досліджень. У розкопі площею 300 м² виявили рештки трьох жител ХІІ–ХІІІ ст, глиняного посуду, металевих речей, зброї, прикрас. Мис розділено на частини трьома глибокими ровами, час прокопування яких невідомий.

## Джерело
- О. Мацюк. Замки і фортеці західної України (історичні мандрівки) Львів 2005 ISBN  966-7022-45-5
- В. Пшик Укріплені міста, замки, оборонні двори та інкастельовані сакральні споруди Львівщини XIII—XVIII ст., Львів, 2008 ISBN 966-8095-03-0